# Língua stoney
Stoney, também chamada Nakoda ou Alberta Assiniboine, é uma língua Sioux Ocidental das planícies do norte falada por cerca de 3 mil pessoas em Alberta, Canadá. É muito reçacionada com a língua assiniboine. A inteligibilidade entre as duas não é muito grande, mas é maior do que a do assiniboine com a língua sioux.

## Fonologia
| Vogais | Vogais nasais | Consoantes |
| ------ | ------------- | ---------- |
| a      | ã             | b          |
| e      | ĩ             | tʃ         |
| i      | ũ             | d          |
| o      |               | g          |
| u      |               | h          |
|        |               | dʒ         |
|        |               | kh         |
|        |               | m          |
|        |               | n          |
|        |               | ph         |
|        |               | θ ~ s      |
|        |               | s ~        |
|        |               | th         |
|        |               | w          |
|        |               | j          |
|        |               | ð~ z       |
|        |               | z~ʒ        |

## Palavras
- Um — Wazhi
- Dois — Nûm
- Três — Yamnî
- Quatro — Ktusa
- Cinco — Zaptâ
- Homem— Wîca
- Mulher —  Wîyâ
- Sol — Wa
- Lua — Hâwi
- Água — Mini

## Amostra de texto
Wîjan âba wazhi en, Îktomnî câgunâ ca opa ya ûshtac. Mâni ye zhe ecen wopaxtahiya hâc. Tehân manîshîx, câ ohâ dagucagash nâxûhâc. Hececîhâ îto înâzhîhûnâ wopaxtagahâc. Dohâ basûpta hâc ne dagucagash nâxûke. Hececîhâ ne dagucagash nâxûke one hâc. Câgunâ ke opa, îhîcî xeyada câ ohâ, wone ya ûshtac. Wone hiya cen, ne dagucagash nâxûke dagucazhe coyahâc. Îpanûwâbi cahâc nâxûzhe. Îpanûwâbi caniye cîhâ hoxniye îciya one hâc. Câgu opeke tehâshîx tatâga pahuhu sheja ca câgu îjaxtax îgahâc. Zhehâ, Îktomnî tatâga pahuhu sheja ke îjaxtax hiya hâduk îpanûwâbi ke waxmân îgabihâc.